# Армиджер, Кэти
Кэтрин Мишель «Кэти» Армиджер (англ. Kaitlyn Michelle "Katie" Armiger; род. 23 июня 1991) — американская кантри-певица из Шугар-Ленда, штат Техас. Начала играть кантри после выступления на общегородском конкурсе молодых исполнителей, проходившем в Хьюстоне, Техас. На сегодняшний день Армиджер выпустила четыре альбома на лейбле Cold River Records, а пять синглов певицы сумели попасть в высшие позиции в Billboard Hot Country Songs chart.

## Карьера
21 августа 2007 года в США, на лейбле Cold River Records был выпущен одноимённый дебютный альбом Кэти Армиджер. Продюсером диска выступил Марк Оливерус, известный своим сотрудничеством с Лорри Морган и Trick Pony. Первые семь треков альбома были написаны в соавторстве с Армигером Оливерусом и Эшли Хьюитт.
В 2010 году Армигер впервые смогла попасть в Billboard Hot Country Songs chart со своей песней «Kiss Me Now», которая заняла 55 место. Данный сингл стал заглавной песней её третьего студийного альбома Confessions of a Nice Girl, релиз которого состоялся в октябре того же 2010 года. Данный альбом сумел попасть в такие чарты как, Billboard Top Country Albums и Billboard Heatseekers. Десять треков альбома были написаны Армиджер в соавторстве с различными исполнителями из Нэшвилла. Позже песни «Leaving Home» и «Best Song Ever» были выпущены в качестве второго и третьего синглов, но они достигли только 42 места в чартах. 20 сентября 2011 года второй студийный альбом певицы был переиздан. Данное переиздание включало в себя четвёртый сингл «I Do But Do I», премьера которого ранее состоялась на различных радиостанциях 11 июля 2011 года. Также переиздание включало в себя три бонус-трека: танцевальный микс на песню «Best Song Ever» и музыкальные видео на песни «I Do But Do I» и «Best Song Ever».
«Better in a Black Dress» была выпущена в середине июня 2012 года, дебютировав на 54-й позиции чарта журнала Billboard Hot Country Songs за 23 июня 2012 года. С тех пор и по сей день это её лучшее достижение в сингл-чартах. Альбом Fall into Me, выпуск которого последовал 22 января 2013 года, стал её высшим на сегодня достижением в альбомных чартах. Он ознаменовал первое в творчестве Арминджер попадание в чарты Independent Albums (№ 6) и Billboard 200 (№ 32). Он же первым в её творчестве вошёл в первую десятку кантри-альбомов, дебютировав на седьмой строке. Второй сингл из альбома «Playin’ with Fire» был выпущен 11 февраля 2013 года.
Позднее Cold River Records заявил, что «Кэти Армиджер решила сделать перерыв и решить свои дальнейшие карьерные устремления.»

## Дискография

### Студийные альбомы
| Название                                  | История релиза                                                                                 | Высшая позиция в чартах | Высшая позиция в чартах | Высшая позиция в чартах | Высшая позиция в чартах |
| Название                                  | История релиза                                                                                 | US Country              | US                      | US Indie                | US Heat                 |
| ----------------------------------------- | ---------------------------------------------------------------------------------------------- | ----------------------- | ----------------------- | ----------------------- | ----------------------- |
| Katie Armiger                             | - Дата релиза: 14 августа 2007 - Лейбл: Cold River Records - Формат: CD, цифровая дистрибуция  | —                       | —                       | —                       | —                       |
| Believe                                   | - Дата релиза: 1 июля 2008 - Лейбл: Cold River Records - Формат: CD, цифровая дистрибуция      | —                       | —                       | —                       | —                       |
| Confessions of a Nice Girl                | - Дата релиза: 5 октября 2010 - Лейбл: Cold River Records - Формат: CD, цифровая дистрибуция   | 58                      | —                       | —                       | 36                      |
| Fall Into Me                              | - Дата релиза: January 15, 2013 - Лейбл: Cold River Records - Формат: CD, цифровая дистрибуция | 7                       | 32                      | 6                       | —                       |
| «—» означает, что альбом не попал в чарты |                                                                                                |                         |                         |                         |                         |

### Синглы
| Год                                      | Сингл                       | Высшая позиция в чартах | Высшая позиция в чартах | Альбом                     |
| Год                                      | Сингл                       | US Country              | US Country Airplay      | Альбом                     |
| ---------------------------------------- | --------------------------- | ----------------------- | ----------------------- | -------------------------- |
| 2007                                     | «17 in Abilene»             | —                       | —                       | Katie Armiger              |
| 2008                                     | «Make Me Believe»           | —                       | —                       | Katie Armiger              |
| 2008                                     | «Unseen»                    | —                       | —                       | Believe                    |
| 2009                                     | «Trail of Lies»             | —                       | —                       | Believe                    |
| 2009                                     | «Gone»                      | —                       | —                       | Believe                    |
| 2010                                     | «Kiss Me Now»               | 55                      | —                       | Confessions of a Nice Girl |
| 2010                                     | «Leaving Home»              | —                       | —                       | Confessions of a Nice Girl |
| 2010                                     | «Best Song Ever»            | 42                      | —                       | Confessions of a Nice Girl |
| 2011                                     | «I Do But Do I»             | —                       | —                       | Confessions of a Nice Girl |
| 2011                                     | «Scream»                    | 47                      | —                       | Confessions of a Nice Girl |
| 2012                                     | «Better in a Black Dress»   | 45                      | 42                      | Fall Into Me               |
| 2013                                     | «Playin' with Fire»         | —                       | 50                      | Fall Into Me               |
| 2014                                     | «Safe»                      | —                       | 57                      | Fall Into Me               |
| 2014                                     | «One Night Between Friends» | —                       | 60                      | н/д                        |
| «—» означает, что сингл не попал в чарты |                             |                         |                         |                            |

### Совместные синглы
| Год  | Название  | Исполнитель | Альбом |
| ---- | --------- | ----------- | ------ |
| 2014 | «Glitter» | Коко Джонс  | н/д    |

### Музыкальные видео
| Год  | Название                                    | Режиссёр         |
| ---- | ------------------------------------------- | ---------------- |
| 2007 | «17 in Abilene»                             | Кристин Барлоу   |
| 2008 | «Make Me Believe»                           | Кристин Барлоу   |
| 2008 | «Unseen»                                    | Стивен Шепхерд   |
| 2008 | «All I Want for Christmas Is You»           | Гленн Свитзер    |
| 2008 | «I Just Want to Be with You This Christmas» | Гленн Свитзер    |
| 2009 | «Trail of Lies»                             | Стивен Шепхерд   |
| 2009 | «Gone»                                      | Трэйси Гуди      |
| 2010 | «Kiss Me Now»                               | Эван Коуфманн    |
| 2010 | «Leaving Home»                              | Стивен Шепхерд   |
| 2010 | «Best Song Ever»                            | Стивен Шепхерд   |
| 2011 | «I Do but Do I»                             | Стивен Шепхерд   |
| 2011 | «Scream»                                    | Райан Хамблин    |
| 2012 | «Better in a Black Dress»                   | Стивен Шепхерд   |
| 2013 | «Playin' with Fire»                         | Стивен Шепхерд   |
| 2014 | «Safe»                                      | Джастин Бальдони |
| 2014 | «One Night Between Friends»                 | Джастин Бальдони |